# 野田城 (三河国)

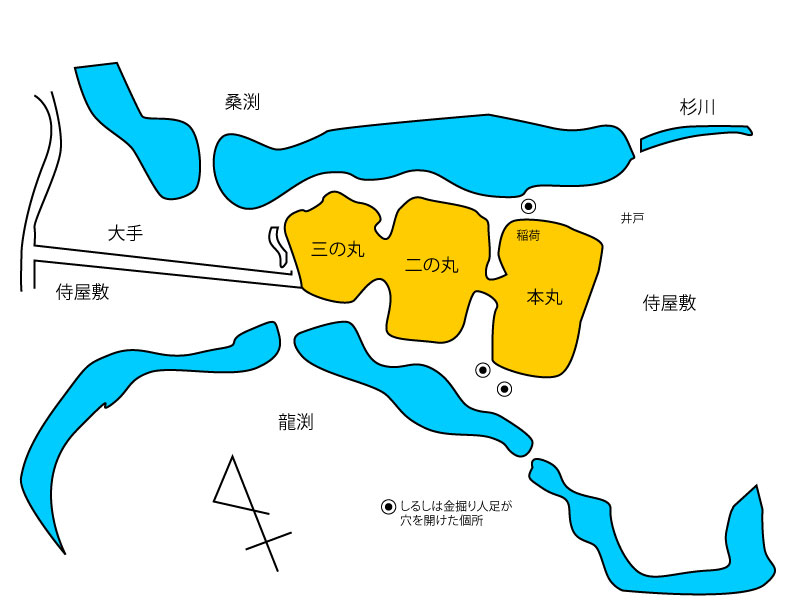
愛知県新城市野田城の絵図

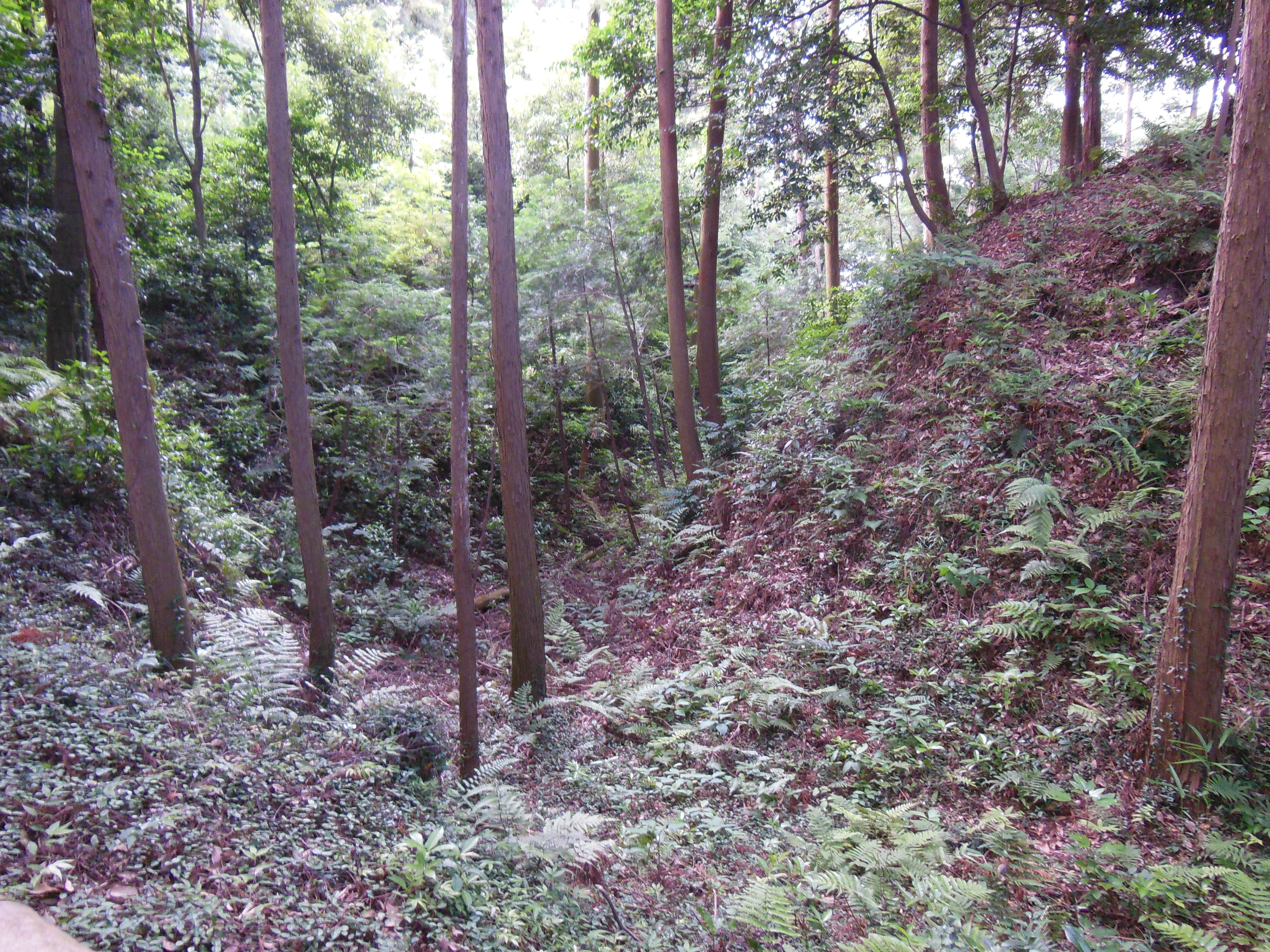
愛知県新城市野田城

野田城（のだじょう）は、愛知県新城市豊島にあった日本の城。

## 概要
別名「根古屋城」、「三河野田城」とも呼ぶ。1505年（永正2年）に菅沼氏が築城した城である。最寄り駅はこの城の名より名付けられたJR飯田線野田城駅下車、徒歩で約15分。

## 城の構造
本丸、二の丸、三の丸、廓、侍屋敷が直線状に（=連鎖式）位置し、城の両隣には淵があり天然の堀として使われた。

## 歴史
- 1508年- 菅沼定則によって築城され、居城とされた。定則の子・菅沼定村、孫・菅沼定盈らも居城とした。
- 1561年 - 桶狭間の戦いの後、今川氏を離反した定盈は、今川勢に攻囲され開城退去。
- 1562年 - 定盈が夜襲で奪回するも、損壊の激しい野田城は修築に刻を費やされた。定盈は、仮本拠を大野田城に定めている。
- 元亀2年（1571年） - 武田氏の遠江・三河侵攻において武田家臣山県昌景・小笠原信嶺らの襲来により、大野田城は大破炎上。同年12月、定盈は修築中の野田城を再び本拠としたという。なお近年では元亀2年の遠江・三河侵攻については根拠となる文書群の年代比定が再検討され、一連の経緯は天正3年の長篠の戦いの前提である可能性が指摘されている。
- 元亀4年（1573年） - 野田城の戦い（武田家の西上作戦）。武田軍に水の手を断たれて、城主・定盈は開城降伏する。
- 1590年 - 徳川家康が関東へ移封されると、定盈も付随。その後、吉田城に入った池田輝政の代官が新城を利用し、野田城を破却。廃城となった。

## この城に関連する出来事
武田信玄がこの城を攻めた時、城から聞こえる笛の音に聴き惚れていたら鉄砲で狙撃され、その傷が原因で死亡したとの伝説がある。江戸時代に定盈の後裔が記した『菅沼家譜』で記述が見られるが、武田側での記述は定かではない。もっとも菅沼側でも「夜陰での鉄砲狙撃後に武田陣中が騒々しくなった」ような記述でしかなく、命中したことを明らかにしているわけではない。なお、黒澤明の映画『影武者』は、この伝説を元に制作された。

## 現在の野田城
現在は雑木などが生い茂っているが、土塁と空堀は現在も存在している。
野田城跡の北側斜面を含む谷が、建設残土で埋め立てられつつあって問題になっている。
本丸にあった門は近接する法性寺の山門として1719年に移築されている。